# Campionato Nazionale Dilettanti 1997-1998
Il Campionato Nazionale Dilettanti 1997-1998 fu la 50ª edizione del campionato di categoria e il V livello del calcio italiano.

## Stagione

### Novità
La neoretrocessa Olbia fu riammessa in Serie C2 al posto del Matera, in difficoltà economiche. Anche l'Iperzola fu riammessa in C2 in seguito alla retrocessione d'ufficio della Massese per un illecito sportivo.

#### Aggiornamenti
L'U.S. Peloro assume la denominazione di Football Club Messina Peloro e diventa la prima squadra di Messina.

La neonata U.S. Valle d'Aosta Châtillon Saint Vincent Fenusma acquisisce il titolo sportivo dello Châtillon Saint-Vincent e si iscrive al campionato.

L'A.S. Impruneta Tavarnuzze si fonde con la Rondinella Marzocco iscrivendosi con il nome di Rondinella Impruneta.

La Virtus Nola, società militante in Eccellenza, acquisisce il titolo del Sanità Napoli e si iscrive al campionato con il nome di Sanità Nola.

Il Thiene si fonde con il Valdagno, appena retrocesso dalla C2. Il nuovo sodalizio si iscrive con il nome di Thiene-Valdagno

## Partecipanti
Girone A
- Camaiore
- Casale
- Castelnuovo
- Valle d'Aosta
- Cuneo
- Derthona
- Entella Chiavari
- Fossanese
- Imperia
- Ivrea
- Massese
- Pietrasanta
- Pinerolo
- Ponsacco
- Sanremese
- Savona
- Valenzana
- Virtus Pavullese

Girone B
- Atletico Elmas
- Borgosesia
- Calangianus
- Cantalupo
- Castelsardo
- Corbetta
- Fanfulla
- Legnano
- Mariano
- Meda
- Pavia
- Ponte San Pietro
- San Paolo d'Argon
- Santa Teresa Gallura
- Selargius
- Sparta Novara
- Trevigliese
- Verbania

Girone C
- Arco
- Arzignano
- Bagnolese
- BoCa
- Darfo Boario
- Fidenza
- Legnago
- Montichiari
- Collecchio
- Reggiolo
- Sassuolo
- Settaurense
- Schio
- Südtirol-Alto Adige
- Tecnoleno
- Trento
- Valdagno
- Virtus Castelfranco

Girone D
- Adriese
- Argentana
- Bassano Virtus
- Caerano
- Cormonese
- Faenza
- Forlì
- Imolese
- Luparense
- Martellago
- Pievigina
- Porto Viro
- Pordenone
- Rovigo
- Santa Lucia
- Santarcangiolese
- Sanvitese
- Tamai

Girone E
- Aglianese
- Barberino
- Castelfiorentino
- Città di Castello
- Colligiana
- Ellera
- Foligno
- Fortis Juventus
- Grassina
- Gubbio
- Narnese
- Poggibonsi
- Pontevecchio
- Rondinella Impruneta
- Sangiovannese
- Sansepolcro
- Sestese
- Venturina

Girone F
- Camerino
- Guidonia
- Jesi
- L'Aquila
- Luco dei Marsi
- Lucrezia
- Monterotondo
- Mosciano
- Nereto
- Ortona
- Pineto
- Riccione
- Rieti
- Sambenedettese
- San Marino
- Santegidiese
- Urbania
- Vigor Senigallia

Girone G
- Anagni
- Boys Caivanese
- Campobasso
- Casertana
- Ceccano
- Civitavecchia
- Fiumicino
- Frenter Larino
- Giovani Cardito
- Giugliano
- Internapoli
- Isola Liri
- Ladispoli
- Latina
- Pozzuoli
- Pro Cisterna
- Real Piedimonte
- Terracina

Girone H
- Altamura
- Angri
- Cerignola
- Fasano
- Lagonegro
- Martina
- Matera
- Melfi
- Nardò
- Noicattaro
- Nuovo Terzigno
- Potenza
- Pro Ebolitana
- Rutigliano
- Sanità Nola
- Sant'Anastasia
- Rotonda
- Taranto
- Toma Maglie

Girone I
- Bagheria
- Caltagirone
- Cirò Krimisa
- Corigliano Schiavonea
- Igea Virtus
- Locri
- Mazara
- Messina
- Milazzo
- Orlandina
- Ragusa
- Rende
- Rossanese
- Sancataldese
- Sciacca
- Silana
- Vigor Lamezia
- Vittoria

## Poule scudetto
Lo Scudetto Dilettanti viene assegnato dopo un torneo fra le vincitrici dei 9 gironi. Vengono divise in 3 triangolari le cui vincitrici, più la migliore seconda, accedono alle semifinali.

### Turno preliminare

#### Triangolare 1
|  | Pos. | Squadra    | Pt | G | V | N | P | GF | GS | DR |
|  | ---- | ---------- | -- | - | - | - | - | -- | -- | -- |
|  | 1.   | Sanremese  | 4  | 2 | 1 | 1 | 0 | 4  | 1  | +3 |
|  | 2.   | Borgosesia | 4  | 2 | 1 | 1 | 0 | 4  | 3  | +1 |
|  | 3.   | Trento     | 0  | 2 | 0 | 0 | 2 | 2  | 6  | -4 |

Legenda:
      Promossa al turno successivo.
Regolamento:
Tre punti a vittoria, uno a pareggio, zero a sconfitta.
Note:
Borgosesia qualificata al turno successivo come miglior seconda dei tre gironi.
|            | Risultati |            | Luogo e data               |
| ---------- | --------- | ---------- | -------------------------- |
| Sanremese  | 1-1       | Borgosesia | Sanremo, 17 maggio 1998    |
| Trento     | 0-3       | Sanremese  | Trento, 20 maggio 1998     |
| Borgosesia | 3-2       | Trento     | Borgosesia, 24 maggio 1998 |
|            |           |            |                            |

#### Triangolare 2
|  | Pos. | Squadra  | Pt | G | V | N | P | GF | GS | DR |
|  | ---- | -------- | -- | - | - | - | - | -- | -- | -- |
|  | 1.   | L'Aquila | 6  | 2 | 2 | 0 | 0 | 3  | 1  | +2 |
|  | 2.   | Gubbio   | 3  | 2 | 1 | 0 | 1 | 2  | 2  | 0  |
|  | 3.   | Faenza   | 0  | 2 | 0 | 0 | 2 | 0  | 2  | -2 |

Legenda:
      Promossa al turno successivo.
Regolamento:
Tre punti a vittoria, uno a pareggio, zero a sconfitta.
|          | Risultati |          | Luogo e data             |
| -------- | --------- | -------- | ------------------------ |
| Faenza   | 0-1       | Gubbio   | Faenza, 17 maggio 1998   |
| L'Aquila | 1-0       | Faenza   | L'Aquila, 21 maggio 1998 |
| Gubbio   | 1-2       | L'Aquila | Gubbio, 23 maggio 1998   |
|          |           |          |                          |

#### Triangolare 3
|  | Pos. | Squadra   | Pt | G | V | N | P | GF | GS | DR |
|  | ---- | --------- | -- | - | - | - | - | -- | -- | -- |
|  | 1.   | Giugliano | 4  | 2 | 1 | 1 | 0 | 2  | 1  | +1 |
|  | 2.   | Messina   | 3  | 2 | 1 | 0 | 1 | 5  | 2  | +3 |
|  | 3.   | Nardò     | 1  | 2 | 0 | 1 | 1 | 0  | 4  | -4 |

Legenda:
      Promossa al turno successivo.
Regolamento:
Tre punti a vittoria, uno a pareggio, zero a sconfitta.
|           | Risultati |           | Luogo e data                          |
| --------- | --------- | --------- | ------------------------------------- |
| Messina   | 4-0       | Nardò     | Messina, 17 maggio 1998               |
| Nardò     | 0-0       | Giugliano | Nardò, 20 maggio 1998                 |
| Giugliano | 2-1       | Messina   | Giugliano in Campania, 24 maggio 1998 |
|           |           |           |                                       |

### Semifinali
|            | Risultati |            | Luogo e data                          |
| ---------- | --------- | ---------- | ------------------------------------- |
| Giugliano  | 3-0       | Borgosesia | Giugliano in Campania, 30 maggio 1998 |
| Borgosesia | 1-1       | Giugliano  | Borgosesia, 3 giugno 1998             |
|            |           |            |                                       |
| Sanremese  | 4-1       | L'Aquila   | Sanremo, 31 maggio 1998               |
| L'Aquila   | 2-2       | Sanremese  | L'Aquila, 3 giugno 1998               |
|            |           |            |                                       |

### Finali
|           | Risultati |           | Luogo e data                         |
| --------- | --------- | --------- | ------------------------------------ |
| Giugliano | 2-1       | Sanremese | Giugliano in Campania, 7 giugno 1998 |
| Sanremese | 0-1       | Giugliano | Sanremo, 14 giugno 1998              |
|           |           |           |                                      |